# Consiglio Centrale Bielorusso
Il Consiglio Centrale Bielorusso fu uno Stato creato nel 1943 come territorio autonomo inserito nel Reichskommissariat Ostland dopo la conquista dell'Unione Sovietica occidentale in seguito all'Operazione Barbarossa del 1941.

## Suddivisione amministrativa
- l'Hauptgebiet di Minsk includeva:
  - Minsk (capitale)
  - Maladzečna
- l'Hauptgebiet di Vicebsk includeva:
  - Vicebsk
- l'Hauptgebiet di Mohileŭ includeva:
  - Mohileŭ (centro amministrativo)
  - Homel'
  - Babrujsk
- l'Hauptgebiet di Smolensk includeva:
  - Smolensk
- l'Hauptgebiet di Brest includeva:
  - Baranavičy (centro amministrativo)
  - Hrodna
  - Brėst

## Organizzazione Politica e Militare
Le forze collaborazioniste filo-naziste bielorusse erano concentrate nella Polizia Ausiliaria Bielorussa e nella Guardia Nazionale Bielorussa.
La prima, rispetto alla seconda, aveva in più veri e propri compiti di polizia, mentre la seconda era una semplice milizia.
Entrambi i corpi erano addetti al pattugliamento delle strade e alla sicurezza interna supportando le operazioni di rastrellamento e di combattimento contro le forze partigiane.
E invece, i combattenti al fronte erano inquadrati nei reparti dell'esercito tedesco.
Gruppi volontari bielorussi nell'esercito tedesco
- Weissruthenische Abwehr/Brandenburg (sabotatori)
- Vorkommando Einsatzgruppe B (o Vorkommando Moskau)
- Guardia Nazionale Bielorussa (BKA)
- 29. Waffen-SS Division/(weißruthenische Gr.)
- Waffen-Grenadier-Brigade der SS (weißruthenische Nr. 1)
- 30. Waffen-Grenadier-Division der SS
- weissruthenische Waffen-Grenadier-Regiment der SS 75
- I./weißruthenische Waffen-Grenadier-Regiment der SS 75
- II./weißssruthenische Waffen-Grenadier-Regiment der SS 75
- III./weißruthenische Waffen-Grenadier-Regiment der SS 75
- weißruthenische Artillerie-Abteilung
- weißruthenische Panzerjäger-Abteilung
- weißruthenische Reiter-Schwadron
- Waffen Sturm-brigaden Belarus
- "Gatti neri" (unità speciale sabotatori)

Comandanti tedeschi ed altri militari in Bielorussia
- Ufficiale SS Dr. Franz Six
- Generale Reinhard Gehlen, Capo dell'Intelligence tedesca a Smolensk
- Generalkommissar Wilhelm Kube
- Generale SS Kurt von Gottberg
- Colonnello SS Otto Skorzeny
- SS-Standartenführer Hans Siegling

Comandanti anticomunisti bielorussi
- Źmicier Kasmovič, capo della Polizia di Smolensk
- Francišak Kušal, Comandante della БКА
- Michaś Vituška, Comandante dei "Gatti neri" (unità speciale sabotatori)

Capi politici bielorussi
- Radasłaŭ Astroŭski, Sindaco di Smolensk e presidente del Consiglio Centrale Bielorusso
- Jury Sabaleŭski, Sindaco di Baranavičy e vicepresidente del Consiglio Centrale Bielorusso
- Padre Mikałaj Łapicki, Prete ortodosso ed editore del giornale Ranica
- Vacłaŭ Ivanoŭski, Comandante militare di Minsk
- Ivan Jermačenka (conosciuto anche come "Herr Jawohl"), politico locale
- Stanisłaŭ Stankievič, Sindaco di Barysaŭ
- Emmanuel Jasiuk, Sindaco di Klecak
- Jaŭchim Kipel, presidente del Congresso
- Ivan Kasiak, governatore provinciale di Minsk
- Jury Bartyševič, Ministro del lavoro nel governo di Astroŭski
- Anton Adamovič, membro dell'organizzazione di auto-aiuto bielorussa
- Mikoła Abramčyk, Ministro dell'interno nel governo Astroŭski
- Stanisłaŭ Hrynkievič

Movimenti politici bielorussi
- Hramada Movement (Partito dei lavoratori bielorussi)
- Partito Nazionalsocialista Bielorusso
- Organizzazione di auto-aiuto bielorussa
- "Ventruensausschuss" organizzazione politico-amministrativa

Giornali
- "Ranica" quotidiano indipendentista